# See You Tomorrow (film, 2016)
Pour plus de détails, voir Fiche technique et Distribution.
See You Tomorrow (摆渡人, Bai du ren) est une comédie romantique sino-hongkongaise réalisée par Zhang Jiajia, écrite et produite par Wong Kar-wai et sortie en 2016.
Les critiques sur le film sont largement négatives, ce qui cause une fréquentation en salles moindres aux prévisions. Maggie Lee de Variety considère le film comme une « comédie romantique exagérée et indigeste produite et co-scénarisée par Wong Kar-wai et dépourvue de toute la finesse habituelle de l'auteur ». Clarence Tsui de The Hollywood Reporter écrit que le film est un « mélange imperméable de contes informes, de gags ressassés, de relations vides et de jeux d'acteur douloureusement exagérés alors qu'il est habituellement de premier ordre chez ces acteurs ».
Le film récolte 287 millions de yuans (40 millions US$) lors de son premier week-end en Chine. Au 22 décembre 2016, il avait totalisé 69,3 millions US$ de recettes.

## Synopsis
Chen Mo (Tony Leung Chiu-wai), propriétaire de bar et passeur, fait lentement face à son propre passé traumatisant, tout en aidant les gens autour de lui, dont son associé Guan Chun (Takeshi Kaneshiro), le chanteur Ma Li (Eason Chan) et la voisine Xiao Yu (Angelababy).

## Fiche technique
- Titre original : 摆渡人
- Titre international : See You Tomorrow
- Réalisation : Zhang Jiajia
- Scénario et production : Wong Kar-wai
- Photographie : Cao Yu (en) et Peter Pau
- Montage : David Wu
- Musique : Nathaniel Méchaly
- Société de production : Alibaba Pictures
- Sociétés de distribution : Jet Tone Films et Alibaba Pictures
- Pays d’origine :  Hong Kong et  Chine
- Langue originale : cantonais et mandarin
- Format : couleur
- Genres : comédie romantique
- Durée : 128 minutes
- Date de sortie :
  - Chine : 23 décembre 2016
  - Singapour : 24 décembre 2016
  - Hong Kong et Taïwan : 29 décembre 2016

## Distribution
- Tony Leung Chiu-wai : Chen Mo
- Takeshi Kaneshiro : Guan Chun
- Angelababy : Xiao Yu
- Eason Chan : Ma Li
- Sandrine Pinna : Mao Mao
- Du Juan : He Muzi
- Lynn Hung : Jiang Jie
- Da Peng (en)
- Ma Su (en) : A Sao
- Cui Zhijia
- Jia Ling
- Li Yuchun
- Luhan : Ma Li (jeune)
- Ko Chia-yen (en) : une patronne de bar

### Récompenses
- 36e cérémonie des Hong Kong Film Awards : meilleure photographie et meilleurs décors